# Märta Ferm
Märta Maria Karolina Sigfrida Ferm, född 30 november 1992, är en svensk tidigare barnskådespelare.

## Filmografi (urval)
- 2003 – Solisterna (TV-serie) – Linn
- 2005 – Om du var jag (TV-serie) – Elina
- 2005 – Vinnare och förlorare – Magda